# Estadi Flaminio
L'Estadi Flaminio (en italià: Stadio Flaminio) és un centre esportiu de la ciutat de Roma a la Via Flaminia, a tres quilòmetres del centre.

## Història
L'estadi actual data de juliol de 1957, encara que ja abans havia existit un primer estadi nomenat també Stadio Flaminio, construït el 1927 en honor del Partit Nazionale Feixista, edificat al lloc on hi havia una construcció de 1911, el Stadio Nazionale, que commemorava el cinquantè aniversari de la Unificació italiana. Alhora aquest últim es va construir sobre un altre antic estadi, el Stadio Torino, que es caracteritzava per un estil arquitectònic clàssic i molt sobri.
L'estadi va ser dissenyat pels arquitectes Pierluigi i Antonio Nervi —pare i fill—, i va ser construït per la societat Nervi e Bartoli sota la direcció de l'enginyer Bruno Magrelli. Es va inaugurar el 12 de març de 1959.

## Pràctica esportiva
Normalment està destinat a la pràctica del futbol. Hi juga l'A.S. Cisco Roma de la Sèrie C/ 2 divisió. També és la seu de la selecció de rugbi d'Itàlia i de l'equip de futbol americà Lazio Marines.
Amb una capacitat de 24.973 espectadors (8.000 coberts) és el més petit dels estadis del Torneig de les Sis Nacions, a causa d'això el 2007 es considerava el trasllat dels partits de la selecció de rugbi d'Itàlia a Gènova.
Durant el campionat italià de futbol 1989/90 els equips de l'Associazione Sportiva Roma i la Società Sportiva Lazio hi van jugar com a locals a causa dels treballs de remodelatge de l'Estadi Olímpic de Roma amb vistes a la Copa Mundial de Futbol de 1990, organitzat per Itàlia.
A més a més alberga una piscina coberta (25 x 10 metres) i diferents sales per a pràctica de l'esgrima, la lluita, l'aixecament de pesos, la boxa i la gimnàstica.